# Mariana da Fonseca
Mariana Meireles da Fonseca (Rio de Janeiro, 10 de fevereiro de 1826 — Rio de Janeiro, 9 de abril de 1905) foi a esposa de Deodoro da Fonseca, o 1.º Presidente do Brasil e, consequentemente, a 1.ª primeira-dama do país, tendo ocupado tal posição de 1889 até 1891, com a renúncia de seu marido.

## Família e antecedentes
Mariana Cecília de Sousa Meireles era a única filha do capitão Feliciano de Sousa Meireles e de sua esposa Henriqueta Júlia Carneiro Leão. A família mudou-se para Cuiabá, na então província do Mato Grosso. Mariana era uma mulher mal vista pela sociedade, visto que até 1860, com 34 anos, era solteira.

## Casamento
Por volta de 1860, ela conheceu seu futuro marido, o então capitão do Exército Brasileiro Manuel Deodoro da Fonseca. Muito apaixonados um pelo outro, ele se casaram poucas semanas depois, em 16 de abril daquele ano; ela tinha trinta e quatro anos de idade e ele, trinta e três. Todavia, não tiveram filhos. Os apelidos do casal eram Maneco e Marianinha.
Viveram por mais dois anos em Cuiabá, onde Fonseca serviu como ajudante-de-ordens do presidente da província Antônio Pedro de Alencastro. Quatro anos após do casamento, Mariana teve de se mudar para a casa de sua sogra, Rosa Paulina da Fonseca, em razão da viagem de seu marido juntamente com seis irmãos para lutarem na Guerra do Paraguai, nos idos de 1864. Na família Fonseca, além de sua sogra,  encontravam-se suas cunhadas, sobrinhos e concunhadas, que viveram juntos por seis anos, período em que durou a guerra. Esteve junto à dona Rosa, pois três de seus filhos morreram no combate em favor da pátria, fato que fez-se orgulhar.
O casal viveu com frustrações por parte de Mariana, pois via seu marido gastando o seu dinheiro com joias, mulheres, perfumes e roupas, e Mariana se sustentava com uma pequena fortuna que lhe fora herdada pelo pai.
Na véspera da proclamação da República, Mariana e Deodoro discutiram pelo fato da insistência do marechal em arcar com a derrocada da família imperial brasileira, fazendo com que a mulher que se tornaria a primeira primeira-dama do país, procurasse o médico do marido, Carlos Gross, para o liberar e produzir tal feito, sem sucesso.

## Primeira-dama do Brasil

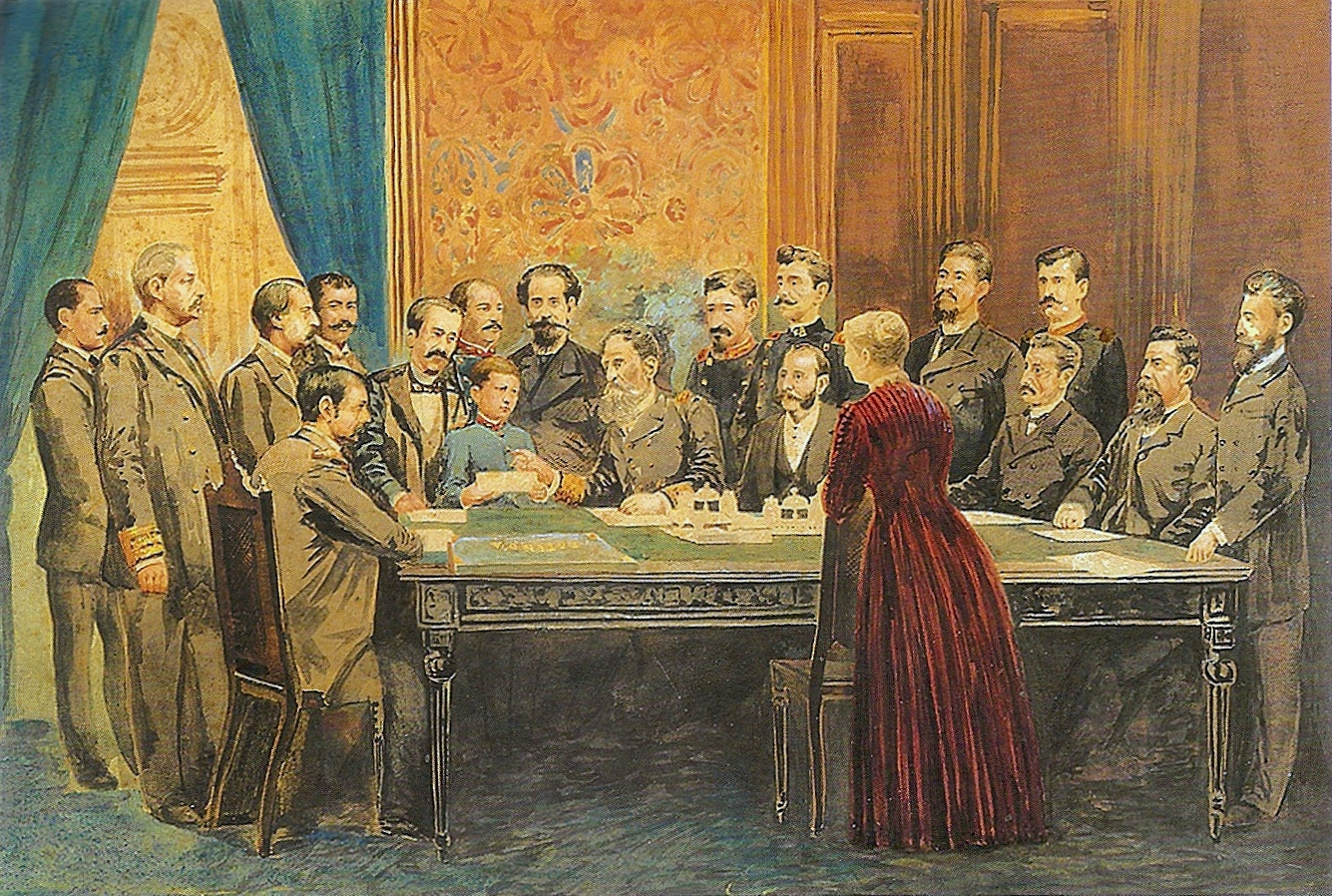
A primeira-dama Mariana da Fonseca (de costas) em pintura de Gustave Hastoy, em 1891.

Com a proclamação da República, Mariana tornou-se primeira-dama do país aos sessenta e três anos. Ela pode ser vista no quadro da cerimônia de assinatura, por Deodoro, da Constituição de 1891.

Foi uma primeira-dama discreta, papel que lhe pusera à mulher durante a no início até a metade do século XX, fazendo o papel de dona de casa no Palácio do Itamaraty, residência presidencial à época. Mas teve um grande papel de influência sob o marido, fato conhecido por toda a sociedade. À exemplo da jornalista Corina Coaracy, que pediu a Mariana que pedisse ao marido que ajudasse os "escravos de grilhetas". Astuta, a primeira-dama viu em uma trama política, que a sucessão de Deodoro muito questionada, daria-se a gerar uma intriga com Benjamin Constant, ministro da guerra, que todos viam como sucessor direto do marechal ao cargo de presidente da República. Em uma festa realizada na residência presidencial, Mariana convidou as filhas do ministro para um passeio nos jardins do palácio e, de modo elegante e intimidadora, disse:
Vocês estão vendo como isto é bonito; pois tudo em breve é para vocês. Seu pai é muito ambicioso e tem bastante razão para isso, porque tem filhas...
A princípio, Mariana não quis carregar o título que lhe fora atribuído em razão da posição do marido à frente do poder executivo da nação. Gostava de ser tratada como "baronesa", pois na época do poder monárquico, marechal Deodoro foi bastante noticiado nos jornais que receberia o título de barão do imperador Dom Pedro II, fato que não se levou a diante. Fascinada pela família imperial, não escondia o gosto pelos Orléans e Bragança, mantendo em um dos salões do Palácio do Itamaraty, fotografias dos membros da antiga corte brasileira, que em suas palavras dizia "aos quais refere-se sempre com maior deferência, profundo e respeitoso afeto".
Considerada uma mulher de personalidade forte e opinião própria, a primeira-dama apoiou a iniciativa de criação de uma escola doméstica que em sua prática, dava instrução primária e ensinava tipos de prendas do lar a meninas pobres e órfãs. Tal escola contou com a administração da jornalista Francisca Senhorinha da Motta Diniz, que em homenagem a incentivadora do projeto, levou o nome de Escola Doméstica Dona Mariana, que permaneceu em atividade até o início do século XX.
Mariana exerceu sua pouca influência em favor de pessoas ao seu redor. No dia 17 de dezembro de 1889, enviou uma carta a Ruy Barbosa, ministro da fazenda, solicitando um emprego para um indicado de Maria de Los Angeles Margiños Cervantes, baronesa de Vila Bela — segunda consorte de Domingos de Sousa Leão, barão de Vila Bela —, no Banco de Pernambuco. Outrora, em outro pedido feito ao ministro, em 24 de março de 1890, fez fazer nomeado para trabalhar como ajudante de fiscal de loterias no Rio de Janeiro, Pedro Brant Paes Leme.

### Após a presidência
Com a renúncia de Deodoro em novembro de 1891, ele já doente, o médico lhe atribuiria a cuidar da saúde na França, mas Mariana se recusou a deixa-lo embarcar para a capital francesa, visto que soubera que uma amante estaria viajando junto no mesmo navio.

## Morte
Mariana morreu aos 72 anos, no Rio de Janeiro, em 9 de abril de 1905, doze anos após a viuvez. Seu funeral contou com a presença do presidente Rodrigues Alves. Décadas depois, os restos mortais de Mariana e Deodoro "foram depositados no monumento-mausoléu dedicado ao marechal, na praça que leva seu nome, no Centro do Rio, em 5 de agosto de 1959, em solenidade com a presença do presidente Juscelino Kubitscheck".